# Riama petrorum
Espèce
Synonymes
- Proctoporus petrorum Kizirian, 1996

Statut de conservation UICN

 EN B1ab(iii) : En danger
Riama petrorum est une espèce de sauriens de la famille des Gymnophthalmidae.

## Répartition et habitat
Cette espèce est endémique de la province de Morona-Santiago en Équateur. Elle vit dans la forêt tropicale humide.

## Publication originale
- Kizirian, 1996 : A review of Ecuadorian Proctoporus (Squamata: Gymnophthalmidae) with descriptions of nine new species. Herpetological Monographs, vol. 10, p. 85-155.